# 2022年世界水泳選手権アメリカ領ヴァージン諸島選手団
2022年世界水泳選手権アメリカ領ヴァージン諸島選手団は、2022年6月18日から7月3日までハンガリーのブダペストで開催された第19回世界水泳選手権のアメリカ領ヴァージン諸島選手団、およびその競技結果。

## 選手団
- 人員: 選手 2人

## 選手名簿・結果
| 選手                 | 種目           | 予選      | 予選 | 準決勝   | 準決勝   | 決勝     | 決勝     |
| 選手                 | 種目           | 結果      | 順位 | 結果     | 順位     | 結果     | 順位     |
| -------------------- | -------------- | --------- | ---- | -------- | -------- | -------- | -------- |
| エイドリアル・サネス | 男子100m平泳ぎ | 失格      | 失格 | 予選敗退 | 予選敗退 | 予選敗退 | 予選敗退 |
| エイドリアル・サネス | 男子200m平泳ぎ | 2分20秒41 | 34位 | 予選敗退 | 予選敗退 | 予選敗退 | 予選敗退 |
| ナタリア・カイパーズ | 女子200m自由形 | 2分12秒20 | 33位 | 予選敗退 | 予選敗退 | 予選敗退 | 予選敗退 |
| ナタリア・カイパーズ | 女子400m自由形 | 4分33秒54 | 29位 | -        | -        | 予選敗退 | 予選敗退 |